# کمپو اره
کمپو اره (به پرتغالی: Campo Erê) یک منطقهٔ مسکونی در برزیل است که در سانتا کاتارینا واقع شده‌است. کمپو اره ۸٬۴۱۸ نفر جمعیت دارد.